# メサウリオス
メサウリオス（古希: Μεσαύλιος, Mesaulios）は、ギリシア神話の人物である。イタケー島の王オデュッセウスに仕える豚飼いエウマイオスの召使いである。ホメーロスの叙事詩『オデュッセイアー』によると、オデュッセウスが不在の間に、エウマイオスが自らの財産を使ってタポス人から買い取った男であった。メサウリオスについて言及されているのは、エウマイオスが変装したオデュッセウスや仲間の豚飼いたちのために夕食を用意するシーンで、メサウリオスは給仕をして、各人にパンを配り、食事が終わると片付けをした。